# Paolino Beltrame Quattrocchi
Cesare Beltrame Quattrocchi, meglio noto come Padre Paolino Beltrame Quattrocchi o col nome in codice Fulvo (Roma, 27 novembre 1909 – Frattocchie, 30 dicembre 2008), è stato un presbitero e partigiano italiano.

## Biografia
Nacque a Roma il 27 novembre 1909 come terzogenito di quattro figli dai coniugi Luigi Beltrame Quattrocchi e Maria Corsini, entrambi poi beatificati nel 2001 da papa Giovanni Paolo II. Ebbe un fratello, Filippo (anch'egli sacerdote col nome di don Tarcisio) e due sorelle, Stefania (anch'ella religiosa benedettina col nome di suor Cecilia) ed Enrichetta.
Nel 1916 entrò nell'Associazione scouts cattolici italiani (ASCI), dove fu soprannominato "Gatto rosso", mentre nel 1924 si trasferì presso l'abbazia di San Paolo fuori le mura come aspirante monaco benedettino sotto l'abate Alfredo Ildefonso Schuster; professò i voti religiosi nel 1928 presso la chiesa dell'abbazia di San Giovanni Evangelista a Parma e fu ordinato sacerdote nel 1933.
Divenuto cappellano militare col grado di tenente nel 1940 in seguito all'entrata in guerra dell'Italia, fu assegnato prima a Trieste e poi nel 1941 a Fiume nel XXVII settore di copertura del V Raggruppamento della Guardia alla frontiera. Qui assistette a numerosi massacri perpetrati soprattutto nella regione della Lika, riportando le notizie all'arcivescovo militare per l'Italia Carlo Alberto Ferrero di Cavallerleone; negli stessi anni si adoperò, in collaborazione con ufficiali del Regio Esercito e ufficiali della Questura di Fiume (tra cui il commissario Giovanni Palatucci, allora responsabile dell'ufficio stranieri) per proteggere e trasferire in Italia numerose famiglie di ebrei provenienti dai territori jugoslavi e in particolare dalle città di Karlovac, Gospić, Ogulin, Otočac, Plaški e Pago. Sfuggito ad un tentativo di omicidio il 13 agosto 1943 da parte di un cecchino, mentre raccoglieva le spoglie di un soldato caduto, fu ricercato dalle autorità tedesche per il suo operato a favore degli ebrei, riparando a Trieste presso la casa del colonnello del Genio navale Mario Emilio Ponzo.
Mentre era in licenza a Roma presso la casa paterna, fu firmato l'armistizio di Cassibile e per tramite del fratello Filippo, cappellano dello Stato maggiore della Regia Marina, fu assegnato al Servizio informazioni militare (SIM) della Regia Marina con l'alias "Fulvo", contribuendo al salvataggio di numerosi perseguitati politici dal regime fascista. Negli ultimi mesi del 1943 tornò nell'Italia settentrionale, allora controllata dalla Repubblica Sociale Italiana, stabilendosi nuovamente a Trieste e Fiume, da dove trasmise dati ai servizi di intelligence italiani e alleati, e poi dal 6 gennaio 1944 a Parma. Qui, entrando in contatto col comandante militare della provincia, il generale Umberto Fabbri, riuscì a far nominare nell'amministrazione diverse persone di fiducia e divenne cappellano delle carceri per assistere i partigiani della Resistenza arrestati. Nei mesi successivi si inserì invece negli uffici del Tribunale speciale per la difesa dello Stato ottenendo: un lasciapassare per Trieste, una serie completa di timbri del tribunale, fogli di scarcerazione firmati in bianco e provvedimenti di favore per diversi detenuti politici; fece sottrarre inoltre l'incartamento del processo contro Ferruccio Parri. Per conto del SIM della Marina strinse un'intesa col capitano di corvetta Emilio Elia, responsabile della missione Nemo sviluppata dall'Office of Strategic Services statunitense per inserire propri membri nell'organico della RSI, nei comitati di liberazione di Milano e Trieste nel Comitato di Liberazione Nazionale Alta Italia. Fu attivo anche a Milano, grazie all'intesa con l'arcivescovo Schuster, e a Salò, dove ottenne la sospensione della pena capitale per 26 partigiani parmensi. I suoi movimento furono resi possibili anche grazie a diversi collaboratori tra cui il commissario Emilio Cellurale e la suora oblata benedettina Luisa Minardi.
Nel febbraio 1945 fu inviato a Roma dal generale Raffaele Cadorna, comandante in capo del Corpo volontari della libertà, col bene placito del cardinale Schuster, per presentare al principe Umberto delle relazioni e degli aggiornamenti a voce sullo stato del fronte settentrionale, soprattutto in relazione ai tentativi di ottenere un cessate il fuoco tra gli Alleati e l'esercito tedesco in Italia. Per l'esito positivo di tale missione, fu insignito della Medaglia d'argento al valor militare. Trovandosi a Roma riuscì inoltre a sfuggire all'ondata di arresti conseguente la scoperta dell'operazione Nemo, che portò all'uccisione di Gavino Cherchi, Ines Bedeschi e Alceste Benoldi.
Nel dopoguerra si stabilì a Parma presso l'abbazia di San Giovanni Evangelista e si adoperò per la ricostruzione del paese, svolgendo anche un'intensa attività nel campo sociale. Organizzò nel 1945 un campo di primo soccorso per coloro che rientravano dal fronte o dai campi di prigionia a Pescantina, dove conobbe lo scrittore Giovannino Guareschi, e si adoperò per l'acquisto a nome della diocesi parmense del Grand Hotel Misurina, sull'omonimo lago, riconvertito in sanatorio per la cura da diverse patologie respiratorie. Dopo l'alluvione del Polesine del 1951, sostenne il soccorso agli sfollati e contribuì alla creazione della locale Pontificia Opera di Assistenza.
Nel 1962 a seguito di alcuni problemi di salute si inserì nella comunità dei trappisti dell'abbazia di Nostra Signora del Santissimo Sacramento a Frattocchie, frazione di Marino, venendo consacrato monaco trappista l'8 dicembre 1964. Divenuto nel 1978 postulatore generale per le cause dei beati e dei santi, seguì il processo di beatificazione del cardinale Schuster oltre che di Maria Gabriella Sagheddu, del cardinale Giuseppe Benedetto Dusmet, di don Carlo Gnocchi, del cistercense spagnolo Rafael Arnaiz Baron e del trappista nigeriano Cipriano Iwene Tansi; a Schuster e Arnaiz Baron dedicò inoltre due agiografie. Nel 1979 fu in Cina per ricostruire la storia del monastero di Nostra Signora della Consolazione a Yang Kia Ping (nell'allora vicariato apostolico di Pechino), distrutto nel 1947.
Morì nel monastero di Frattocchie il 30 dicembre 2008.
Nel 2022 il comune di Parma ha dedicato un parco alla memoria di don Tarcisio e don Paolino Beltrame Quattrocchi.

## Opere
- Questo sconcertante evangelo… Sulle soglie della Trappa, 1965.
- Buongiorno sorriso, Brescia, Queriniana, 1967.
- Virgo mater: meditazioni teologiche, Siena, Edizioni Cantagalli, 1969, ISBN 978-8-88-272176-3.
- Cristo nei salmi, Edizioni Paoline, 1970.
- Al di sopra dei Gagliardetti: l'Arcivescovo Schuster: un asceta benedettino nella Milano dell'"era fascista", Bologna, Marietti Editore, 1985, ISBN 978-8-82-116804-8.
- Posso darti del tu, Signore?: note di catechesi sulla preghiera, Edizioni Piemme, 1991.
- Misteri della salvezza: momenti di ascolto e di contemplazione, Siena, Edizioni Cantagalli, 2005, ISBN 978-8-88-272207-4.
- Nel fascino dell'assoluto: San Rafael Arnáiz Barón, Siena, Edizioni Cantagalli, 2009, ISBN 978-8-88-272502-0.
- I salmi preghiera cristiana. Salterio corale, 2009, ISBN 978-8-86-739088-5.